# レデイ薬局
株式会社レデイ薬局（かぶしきがいしゃレディやっきょく、英: Lady Drug Store CO., LTD.）は、愛媛県松山市に本社を置く調剤薬局・ドラッグストアチェーンの運営企業。ツルハホールディングスのグループ企業（所有株式51%）、フジ・リテイリングの関係会社（所有株式49%）。

## 概要
創業者である三橋春男（現・代表取締役会長兼社長の三橋信也の実父）が、1959年（昭和34年）7月に医薬品等の販売を目的に愛媛県松山市に「銀天街ストアー」を開業。1968年（昭和43年）7月に愛媛県今治市栄町に「株式会社レデイ薬局」を設立し、同年8月に、株式会社レデイ薬局の本店を愛媛県松山市に移転。同時に銀天街ストアーを「株式会社レデイ薬局湊町店」として薬局の営業を開始した。

## 沿革
- 1959年（昭和34年）7月 - 創業[2]。
- 1968年（昭和43年）
  - 7月22日 - 愛媛県今治市に株式会社レデイ薬局設立。
  - 8月 - 本店所在地を愛媛県松山市湊町4丁目に移転。
- 1976年（昭和51年）- 本店所在地を愛媛県松山市三番町八丁目に移転。
- 1987年（昭和62年）- 本店所在地を愛媛県松山市東石井町に移転。
- 1998年（平成10年）- アアバンレデイ薬局を吸収合併。
- 1999年（平成11年）- サカエレデイ薬局を吸収合併し、サカエレデイ薬局の旧高松店を香川県1号店となる高松店として継承。
- 2000年（平成12年）- 広島県1号店となる上安店（広島県広島市安佐南区上安）を出店。
- 2003年（平成15年）- 本店所在地を愛媛県松山市南江戸4丁目に移転。WINグループ設立し入会。
- 2006年（平成18年）- ジャスダック証券取引所へ上場。
- 2007年（平成19年）- フジと資本・業務提携[3]。
- 2008年（平成20年）- 株式交換によりメディコ・二十一を完全子会社化。
- 2010年（平成22年）9月1日 - メディコ・二十一を吸収合併。
- 2013年（平成25年）- 岡山県1号店となる撫川店（岡山県岡山市北区撫川）を出店[4]。
- 2015年（平成27年）
  - 3月1日 - 新業態となる次世代型介護ショップ「レデイ 介護ショップ アクティブ平井」を立ち上げ、愛媛県松山市に1号店となる平井店をオープン[5][6]。
  - 4月13日 - 株式会社ツルハホールディングス及び株式会社フジと資本業務提携契約を締結。[7][8]
- 2016年（平成28年）2月11日 - 兵庫県1号店となる洲本店（兵庫県洲本市）を出店[9]。
- 2022年（令和4年）1月 - 公式YouTubeチャンネル「健康レデイちゃんねる」を開設[10]
- 2023年（令和5年）1月 - 公式noteを開始[11]

## 社訓・経営理念
- 社訓

「相手の中に自分を生かし今日一日喜びを感じて生きていきましょう」
- 経営理念

お客様の"健康と美"を追求し、"喜びと感動と安心"を提供する企業を目指します。
社員の成長と豊かさを実現し、地域社会と地域の人々に貢献する企業を目指します。

## 社名及び会社ロゴの由来
- 銀天街ストアーの時代から支持を得ていた女性層・主婦層に対して「より印象深く、愛される名前に」ということで「LADY＝女性」の名を冠する社名となった。
- 会社ロゴは赤色ハートマークの中に「レデイ」と白字で記載したものを使用している。
- 会社名は「株式会社レデイ薬局」と「イ」を大文字で表記するが、理由としてはハートマーク内に社名を記載する場合に文字のバランスが良いからとされている。

## マスコットキャラクター
- レデイファミリーと呼ばれるマスコットキャラクターを用いている。[13]
- レデイファミリーは「レデイちゃん」のほか父親・母親・兄・祖父母・猫の7人（?）家族。
- 「レデイちゃん」には着ぐるみがあり新店舗のオープニングやイベントに登場する。

## 店舗

### 店舗ブランド
- くすりのレデイ（ドラッグストア）
- レデイ薬局（調剤薬局）
- メディコ21（インストア業態）
- 介護ショップアクティブ[6]

### 店舗数
2024年5月15日現在の店舗数は246店舗（「くすりのレデイ」178店舗、調剤併設店43店舗、「レデイ薬局」(調剤）25店舗、「メディコ21」9店舗、「レデイ介護ショップアクティブ平井店（レデイ薬局ケアサポートセンターまつやま）」1店舗）ある。地域ごとの店舗数は以下の通り。
- 兵庫県 - 8店舗（「くすりのレデイ」6店舗、調剤併設店2店舗）
- 岡山県 - 14店舗（「くすりのレデイ」12店舗、調剤併設店2店舗）
- 広島県 - 24店舗（「くすりのレデイ」19店舗、調剤併設店2店舗、「メディコ21」3店舗）
- 香川県 - 50店舗（「くすりのレデイ」37店舗、調剤併設店7店舗、「レデイ薬局」(調剤）6店舗）
- 徳島県 - 25店舗（「くすりのレデイ」21店舗、調剤併設店3店舗、「メディコ21」1店舗）
- 愛媛県 - 116店舗（「くすりのレデイ」67店舗、調剤併設店26店舗、「レデイ薬局」（調剤）19店舗、「メディコ21」4店舗、「レデイ介護ショップアクティブ平井店（レデイ薬局ケアサポートセンターまつやま）」1店舗）
- 高知県 - 9店舗（「くすりのレデイ」8店舗、「メディコ21」1店舗）

## 展開する事業

### ドラッグストア事業
- 専門知識をもった従業員による「健康」と「美」に関するカウンセリングを特色としているが、利便性向上のため、冷凍食品や日配品（パンや牛乳等）、酒など食品の品揃えを強化している。特に近年は生鮮食品（青果・精肉・惣菜）の品揃えに積極的である。

### 調剤薬局事業
- 地域の「かかりつけ薬局」を目指し、一般的な調剤専門薬局の他、近年はドラッグストア併設調剤薬局の開設に積極的である[15]。
- 処方箋の事前予約サービスEPARK[16]を利用することができ、医療機関から発行された処方箋をスマートフォンで撮影して送信することにより、調剤待ち時間を短縮することができる。

- 在宅医療への取り組みにも力を入れており、医療機関と連携して、寝たきりの方、病院への通院が困難な患者や、介護施設入居者へ、365日24時間体制で薬剤師による薬の配達・訪問サービスを行う店舗を開設している。

### 介護関連事業
- 2015年3月1日、愛媛県松山市のパルティ・フジ平井に次世代型介護ショップ「介護ショップアクティブ平井店」を開店[6]。
- 活動的（アクティブ）なシニアを対象とした予防介護用品や健康トレーニング機器を販売。またケアマネジャー、福祉用具専門相談員の資格者が、介護をされる側、介護を行う側、双方のニーズに合わせ、相談内容に応じたケアプランの作成や住宅の改修、福祉用具（車椅子・介護用特殊ベッド・入浴用のリフトなど）の選定や使い方のアドバイスする。

### ネット販売事業
2007年6月から「くすりのレデイハートショップ」を展開しており、楽天市場、Yahoo!ショッピング、Amazon.comなどの大手ショッピングモールに出店している。
2022年2月、王子ネピア株式会社との協業で在宅介護向けECショップ 「ネピア×くすりのレデイハートショップ 介護のしたく。おうち介護のかんたん通販」 を開設。また同月には日本全国の特産物を扱う「レデイハートショップ産地直送店」を開設。

## ポイントカード
100円（税抜）につき、1ポイントが貯まるポイントカードを発行している。新規入会費、年会費は無料。1ポイント1円として支払いに使える。
2016年8月16日からは、楽天ポイントカードの取り扱いを開始。レデイ薬局のポイントカードと楽天ポイントカードは両方提示が可能で、それぞれのポイントを同時に獲得できる。
2020年からポイントカード機能を搭載した「レデイ薬局公式アプリ」の展開を開始。アプリオリジナルクーポン配信、花王マイレージクラブ、チラシ検索、お薬手帳機能などアプリ独自の機能を活用した販促を強化している。

## その他のサービス
毎月15・16・17の「シニア感謝デー」には、65歳以上であればポイントカードに事前登録により全品5％引き（一部対象外商品あり）になる。フジカンパニーズの「ビビットシニアエフカ」提示でも5％割引となる。また、2023年1月からはレデイポイントカードのポイントをグルメカタログなどの商品と交換できる「レデイ薬局ポイント交換サービス」を開始。
キャッシュレス決済に幅広く対応しており、クレジットカードや楽天Edy、nanaco、WAON、エフカマネー等の電子マネーのほか、PayPay、d払い、楽天ペイ、ファミペイなどのQR決済、Suica等の交通系電子マネーでの支払いが可能。これらはドラッグストアだけでなく調剤薬局の処方箋の支払いにも利用可能。

## 地域貢献活動

### 健康フェスタ
愛媛県松山市のアイテムえひめで健康と美に関する最新情報を発信するイベント「健康フェスタinえひめ」を2010年より毎年7月に実施している。コロナ禍の影響により、2020～2021年はオンラインのみ、2022年はオンラインに加えて、事前申込抽選制を設けたうえで3年ぶりに会場での開催を復活。2023年は前年同様事前申込抽選制になるものの会場開催のみとなった。
薬や介護に関する相談コーナーや、メイク教室、サンプル配布、著名人による健康と美に関するトークショーなどを実施。毎年2万人以上が来場している。

### 健康啓蒙活動
上記の健康フェスタ以外にも地域の医療機関と連携した健康セミナーを年に数回開催している。

### 環境活動
環境への取組も積極的に実施しており、LED照明や太陽光発電設備の導入、エコステーション（古紙の回収設備）の設置等を行っている。ライブコマースを活用した瀬戸内海の環境美化の取組や、ビーチクリーン活動なども行っている。

### スポーツ活動
「レデイ薬局　陸上競技部」を結成しており、日本陸上競技選手権や全日本実業団選手権など積極的に大会に参加している。

### 協賛
以下のスポーツチームに対して協賛を行っている。
- 愛媛FCレディース
- FC今治

## 不祥事
2024年11月6日深夜、代表取締役社長の白石明生が松山市内の国道で酒気帯び運転で検挙された。これを受けてレデイ薬局およびツルハホールディングスは同月14日、白石をレデイ薬局代表取締役社長およびツルハホールディングス執行役員から解任した。